# Hôtel Asselin
L'hôtel Asselin est un hôtel particulier situé à Rouen, en France.

## Localisation
L'hôtel Asselin est situé dans le département français de la Seine-Maritime, sur la commune de Rouen, au 24 rue aux Ours.

## Historique
Le riche marchand Antoine Asselin, issu d'une famille de négociants protestants d'origine dieppoise, devenus conseillers parlementaires, acquiert pour 30 000 livres en 1710, des héritiers de Pierre de Ferrare, un ensemble important de bâtiments qui jouxtent le presbytère et l'église de Saint-Candé-Le-Jeune. En 1724, après avoir démoli une partie de la parcelle, il entame la construction d'un hôtel particulier sur cour parmi les plus somptueux à Rouen.
L'hôtel est ensuite la propriété du négociant Nicolas Louis Quesnel (1713-1787), échevin de Rouen et conseiller secrétaire du roi en la Chancellerie près le Parlement de Normandie. Ses fils acquerront l'église voisine Saint-Cande-le-Jeune.
Il est ensuite occupé par la Compagnie centrale d'énergie électrique. Après le départ d'EDF, à la fin du XXe s., un ensemble immobilier a été créé dans les locaux.

## Architecture
L'hôtel proprement dit, formé  d'une grande cour fermée par quatre bâtiments, dispose d'une surface exceptionnelle de 992 m2. 
Les façades, les toitures et l'escalier sont inscrits au titre des monuments historiques en 1954.